# Dolmen von La Borderie

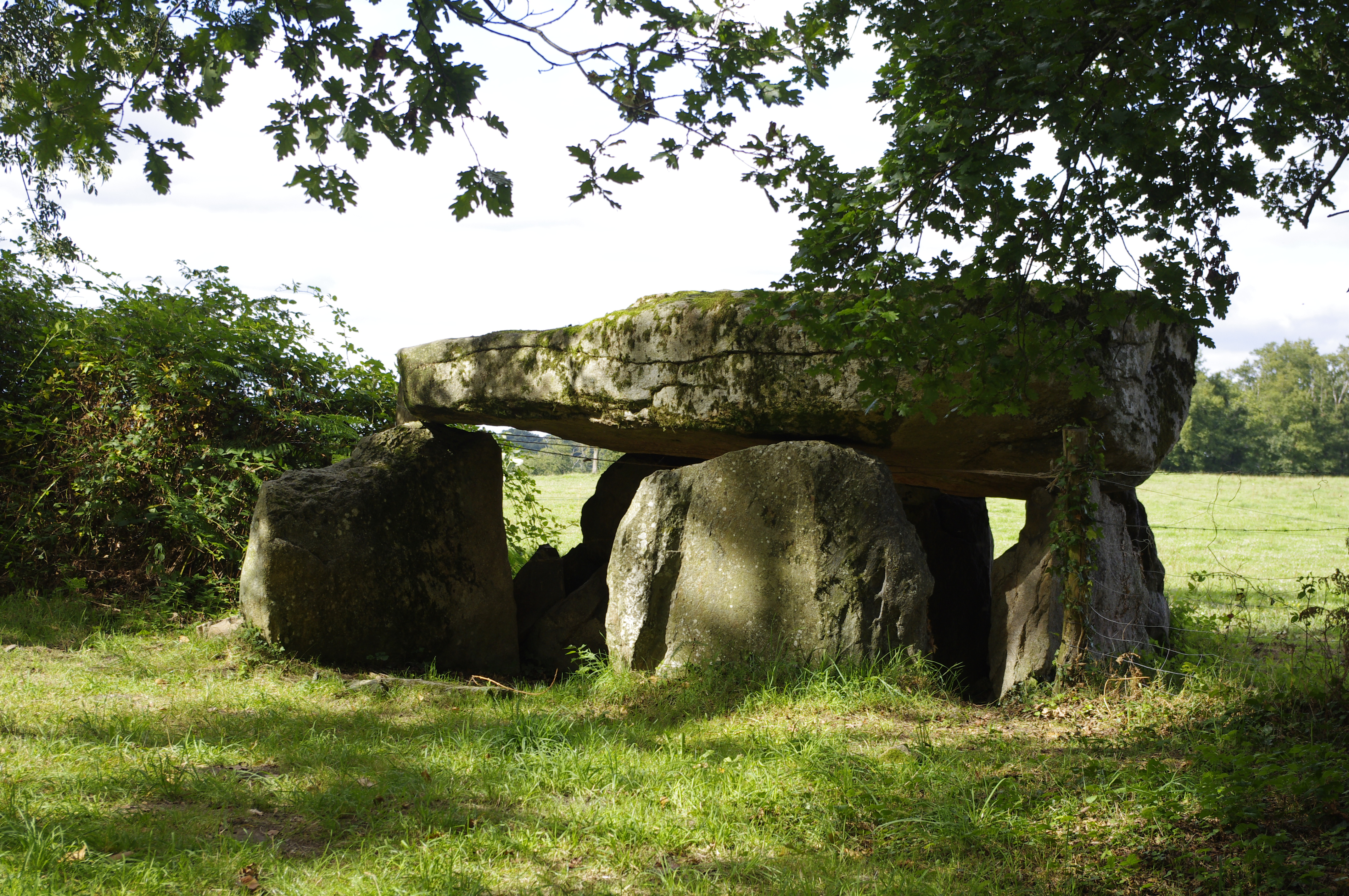
Dolmen von La Borderie

Der Dolmen von La Borderie liegt am Ende einer Stichstraße, westlich von Berneuil im Département Haute-Vienne in Frankreich. Dolmen ist in Frankreich der Oberbegriff für neolithische Megalithanlagen aller Art (siehe: Französische Nomenklatur).
Der rekonstruierte Dolmen ist fast 2,0 Meter hoch. Einige der sechs Tragsteine sind aus Fragmenten zusammengesetzt worden. An der Zugangsseite liegt ein Stein im Boden. Die Kammer misst etwa 3,5 × 2,5 m und wird von einem großen Deckstein bedeckt. Ein Weidezaun grenzt beidseitig an die Kammer.

Dolmen von La Borderie
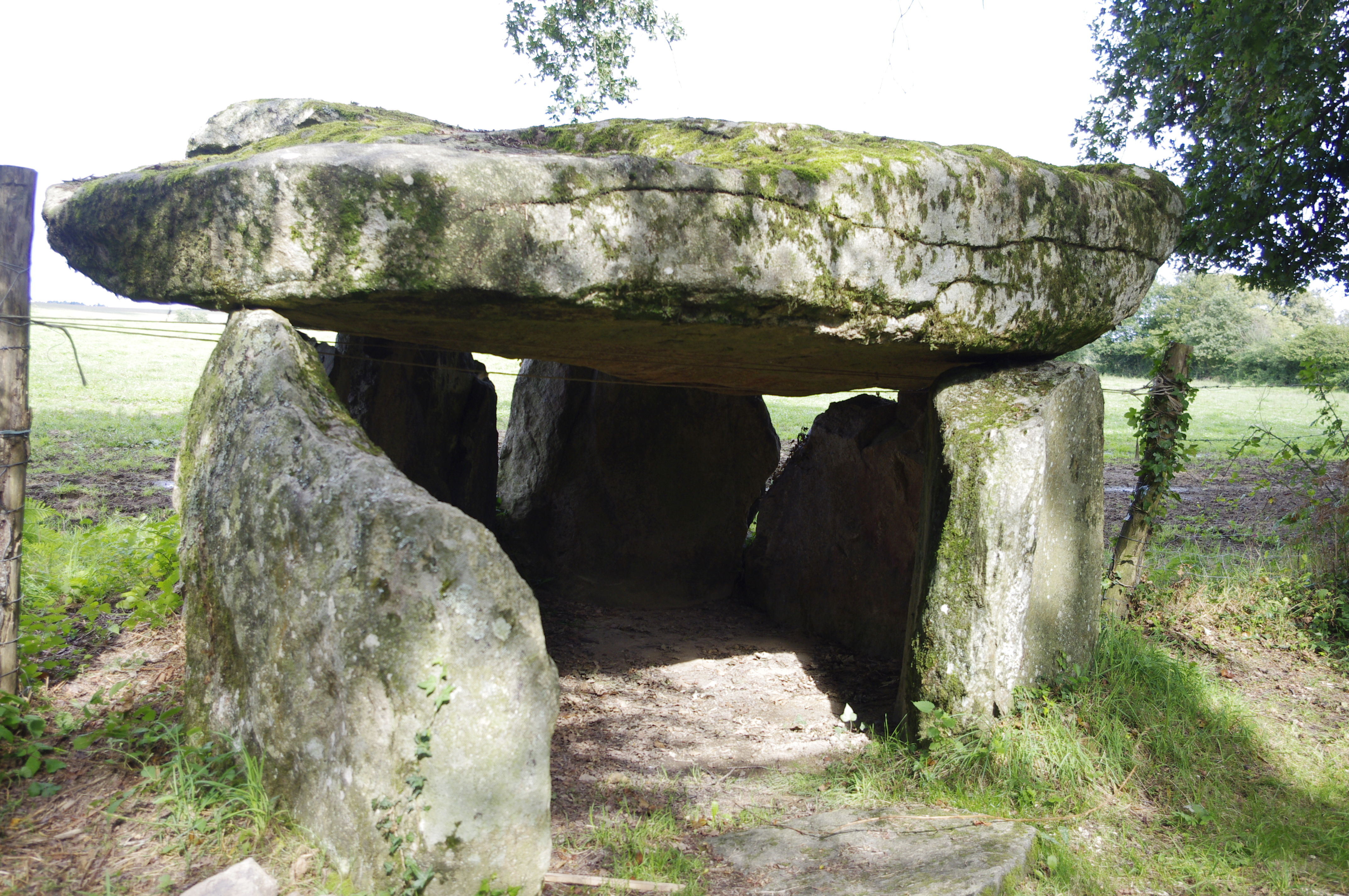
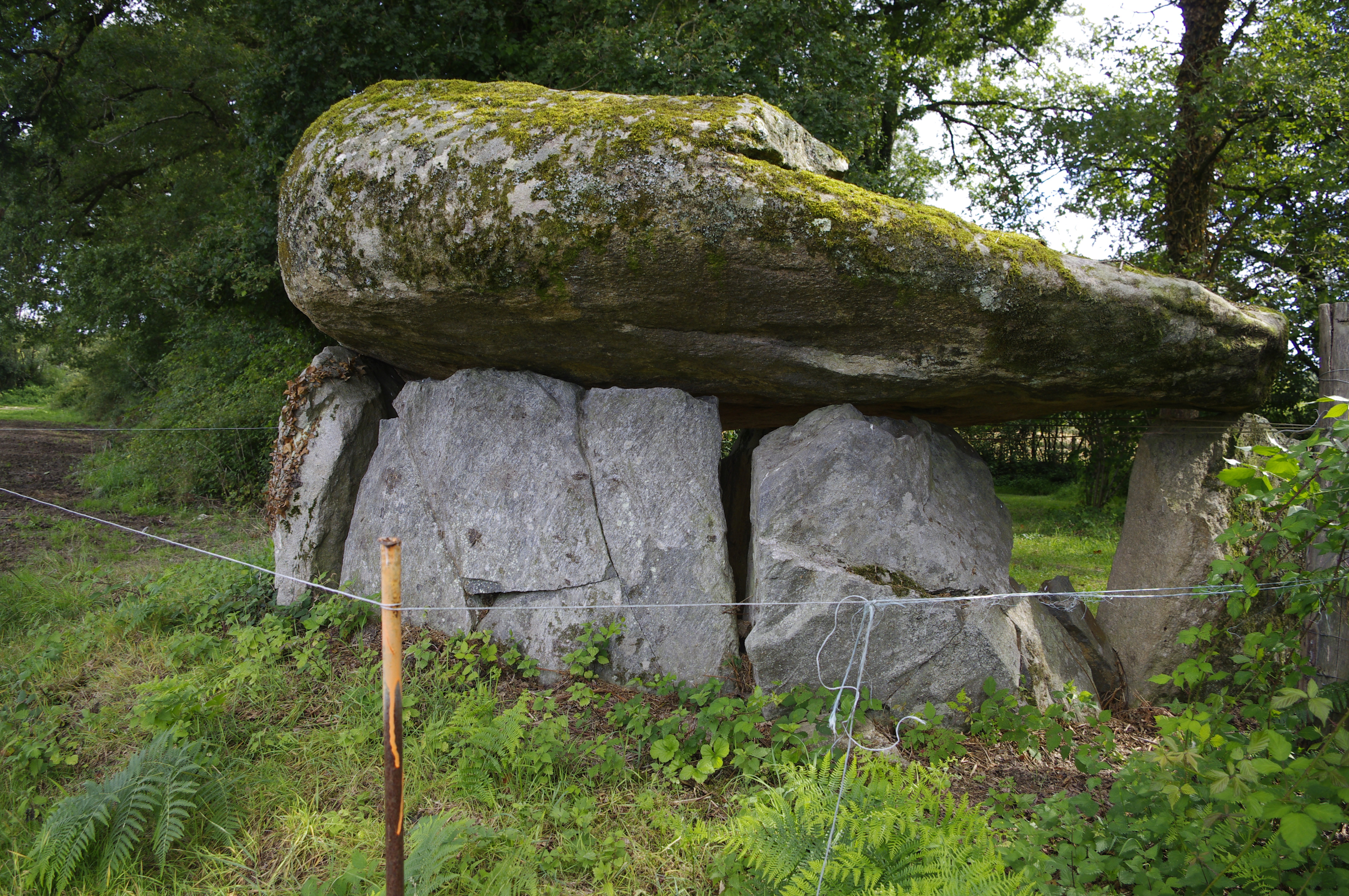
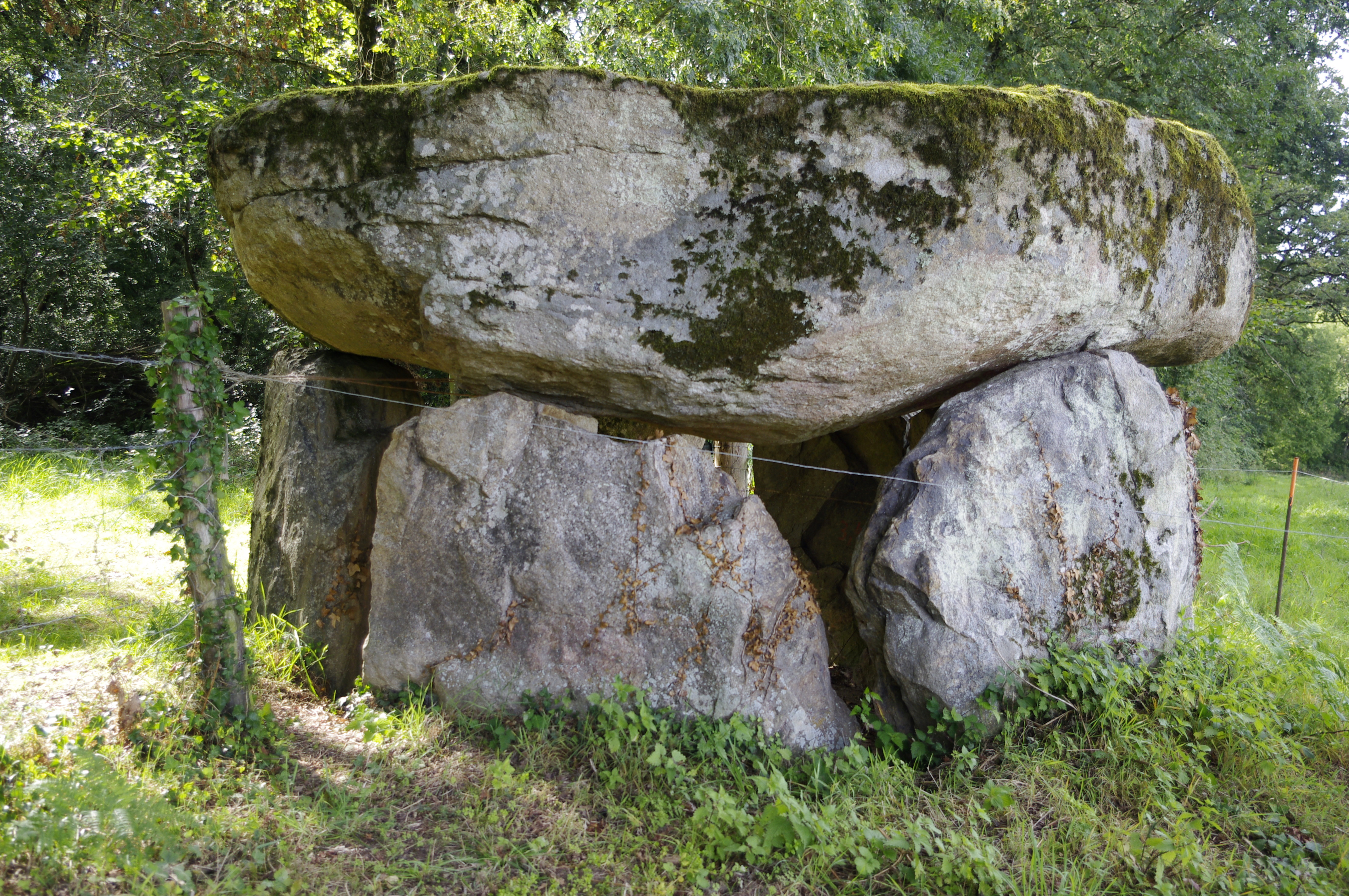

Der Dolmen ist seit 1983 als Monument historique eingetragen.
500 m entfernt liegt der Dolmen von La Lue.